# Phoenicoprocta thomae
Phoenicoprocta thomae là một loài bướm đêm thuộc phân họ Arctiinae, họ Erebidae.